# Francisco Javier Pistilli Scorzara

Wappen von Francisco Javier Pistilli Scorzara

Francisco Javier Pistilli Scorzara ISch (* 26. Mai 1965 in Asunción) ist ein paraguayischer Geistlicher und römisch-katholischer Bischof von Encarnación.

## Leben
Francisco Javier Pistilli Scorzara trat dem Säkularinstitut der Schönstatt-Patres bei und empfing am 10. Mai 1997 das Sakrament der Priesterweihe.
Am 15. November 2014 ernannte ihn Papst Franziskus zum Bischof von Encarnación. Die Bischofsweihe spendete ihm der Bischof von Caacupé, Catalino Claudio Giménez Medina, am 20. Dezember desselben Jahres. Mitkonsekratoren waren sein Amtsvorgänger Ignacio Gogorza Izaguirre SCI di Béth und der Bischof von Amos, Gilles Lemay.